# .cl
cl. هو امتداد خاص بالعناوين الإلكترونية (نطاق) domain للمواقع التي تنتمي لتشيلي (بالإضافة إلى جزيرة الفصح). تم تأسيس النطاق عام 1987 وتديره جامعة تشيلي.